# Lochalp

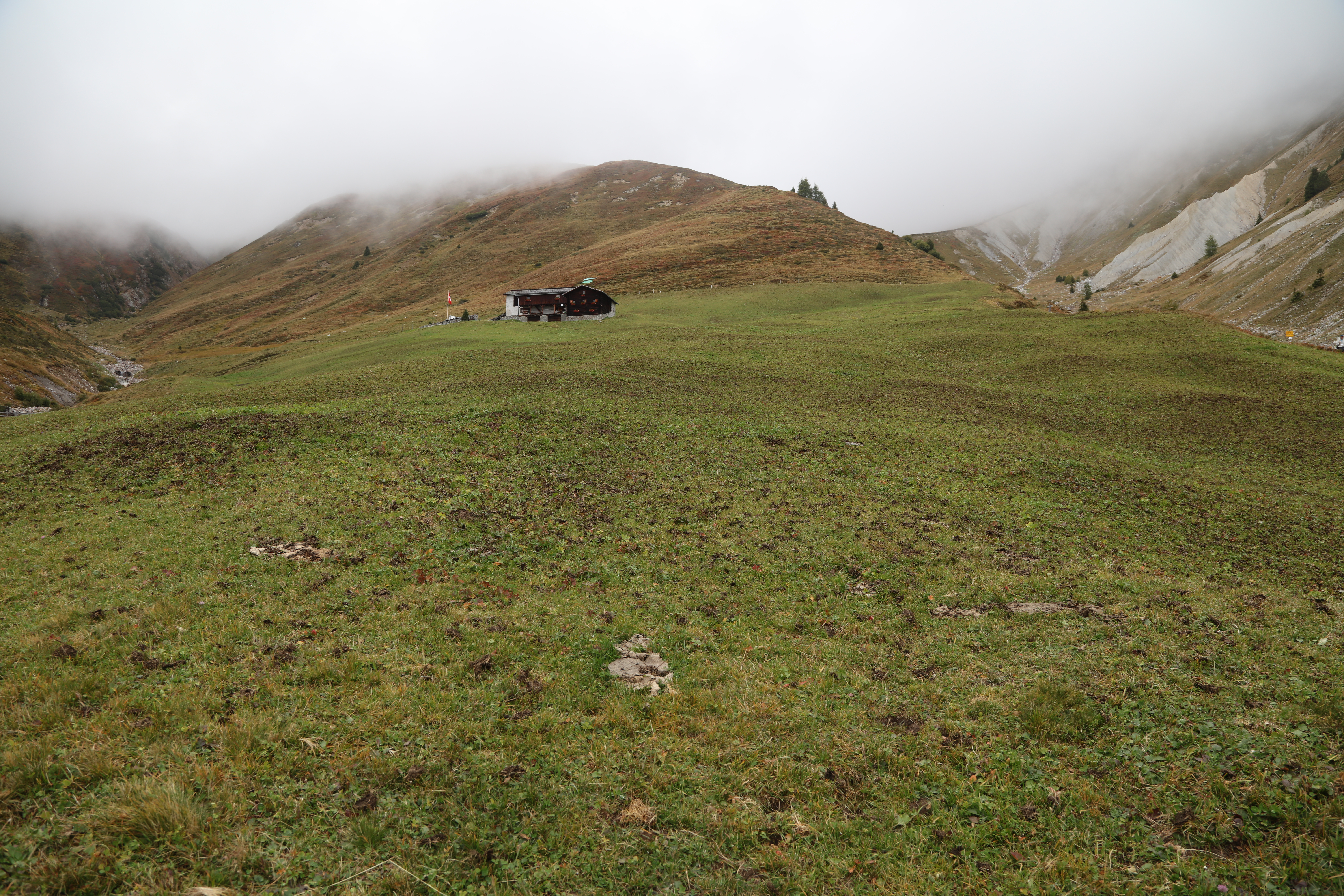
Lochalp von Osten aus gesehen

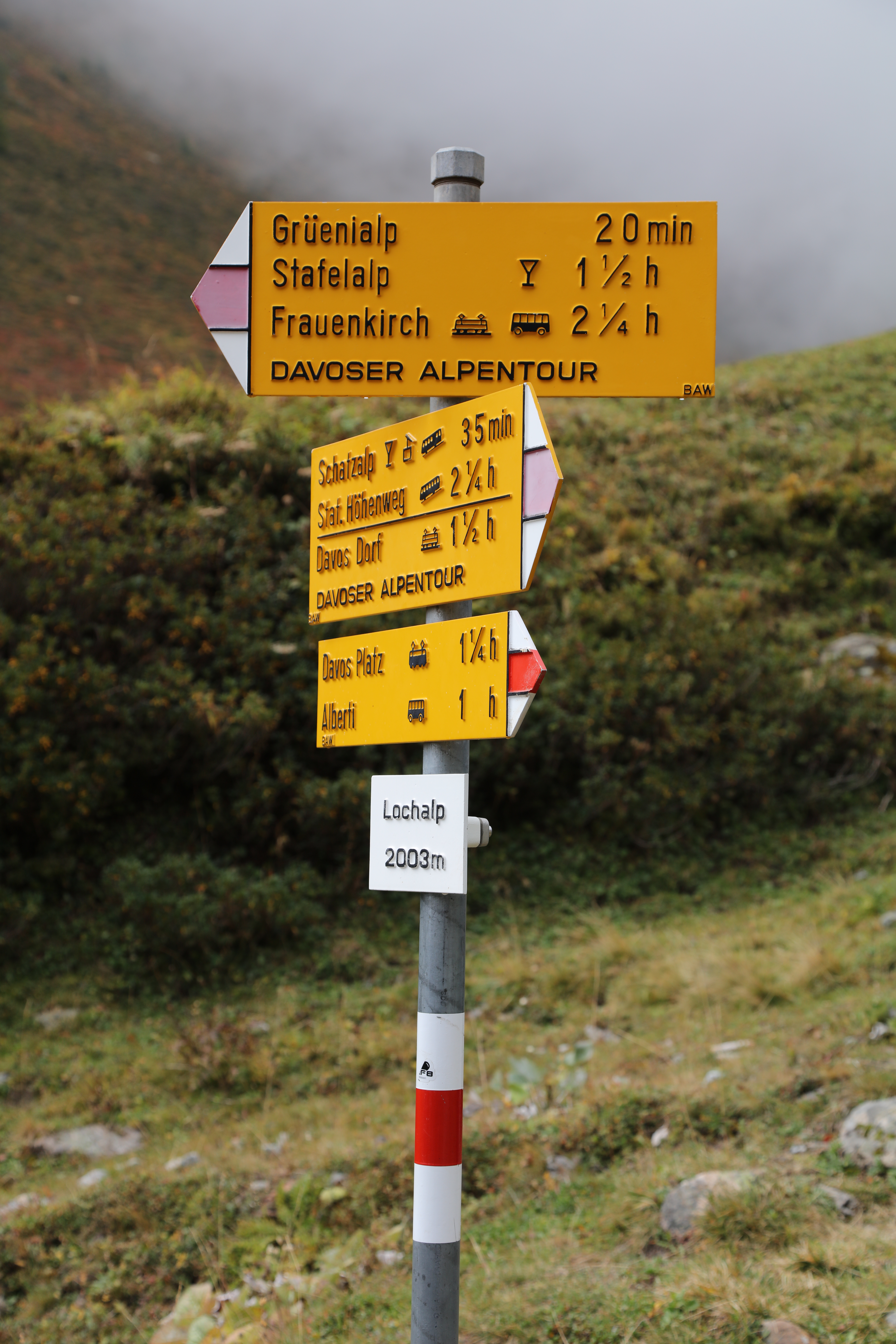
Wegweiser auf der Lochalp

Die Lochalp ist eine alpine Alp oberhalb von Davos im Kanton Graubünden auf etwa 2003 m in Höhe der Baumgrenze. Grossräumig betrachtet liegt die Lochalp unterhalb der nach Südosten hin exponierten Strelakette, die die Region Prättigau/Davos von der Region Plessur trennt.

## Geografische Beschreibung
Das Wiesengelände der Lochalp ist nur wenig nach Osten hin geneigt und wird im Norden und Süden von zwei Armen des Albertibaches begrenzt. Der nördliche Arm des Albertibaches entspringt auf dem Latschüelfurgga-Sattel unterhalb des Chüpfenflue, der südliche Teil entspringt dem Wannengrat, beide auf etwa 2400 Meter Höhe. Unterhalb der Lochalp verengt sich das Tal, das durch den Albertibach gebildet wird und dort Albertitobel heisst.
Die Lochalp ist ein Etappenpunkt  der Bergwanderwege mit weiss-rot-weisser Markierung, die alle zur Davoser Alpentour gehören. Am gleichen Weg, der nach SAC-Wanderskala des Schweizer Alpen-Clubs als T2-Weg eingestuft ist, weiter östlich liegt die Podestenalp (1944 m), weiter südlich die Grüeni Alp (1913 m) unterhalb des Grüenihorns.

## Flora
Unmittelbar oberhalb der Baumgrenze gelegen, befinden sich rings um die Lochalp nur vereinzelt stehende Bäume oder Baumgruppen, meist Arven und Rotföhren.

## Wirtschaft
Am Fahrweg, der unterhalb des Grüenlihorns auf knapp 2200 Meter Höhe endet, befindet sich mitten auf der Lochalp ein Haus in solider Bauweise mit Steinfundament, das im Sommer bewohnt ist und der Produktion landwirtschaftlicher Güter dient.